# NGC 487
NGC 487 هي مجرة حلزونيةتبعد حوالي 250 مليون سنة ضوئية من الأرض تقع في كوكبة قيطس (كوكبة). سرعتة المحسوبة هي 5949 كم / ثانية. تم اكتشافها من قبل عالم الفلك الأمريكي فرانسيس ليفينوورث في 28 نوفمبر 1885.

## وصلات خارجية
- NGC 487 على موقع ويكي سكاي: DSS2, SDSS, GALEX, IRAS, Hydrogen α, X-Ray, Astrophoto, Sky Map, Articles and images